# Frank Owen Dobson

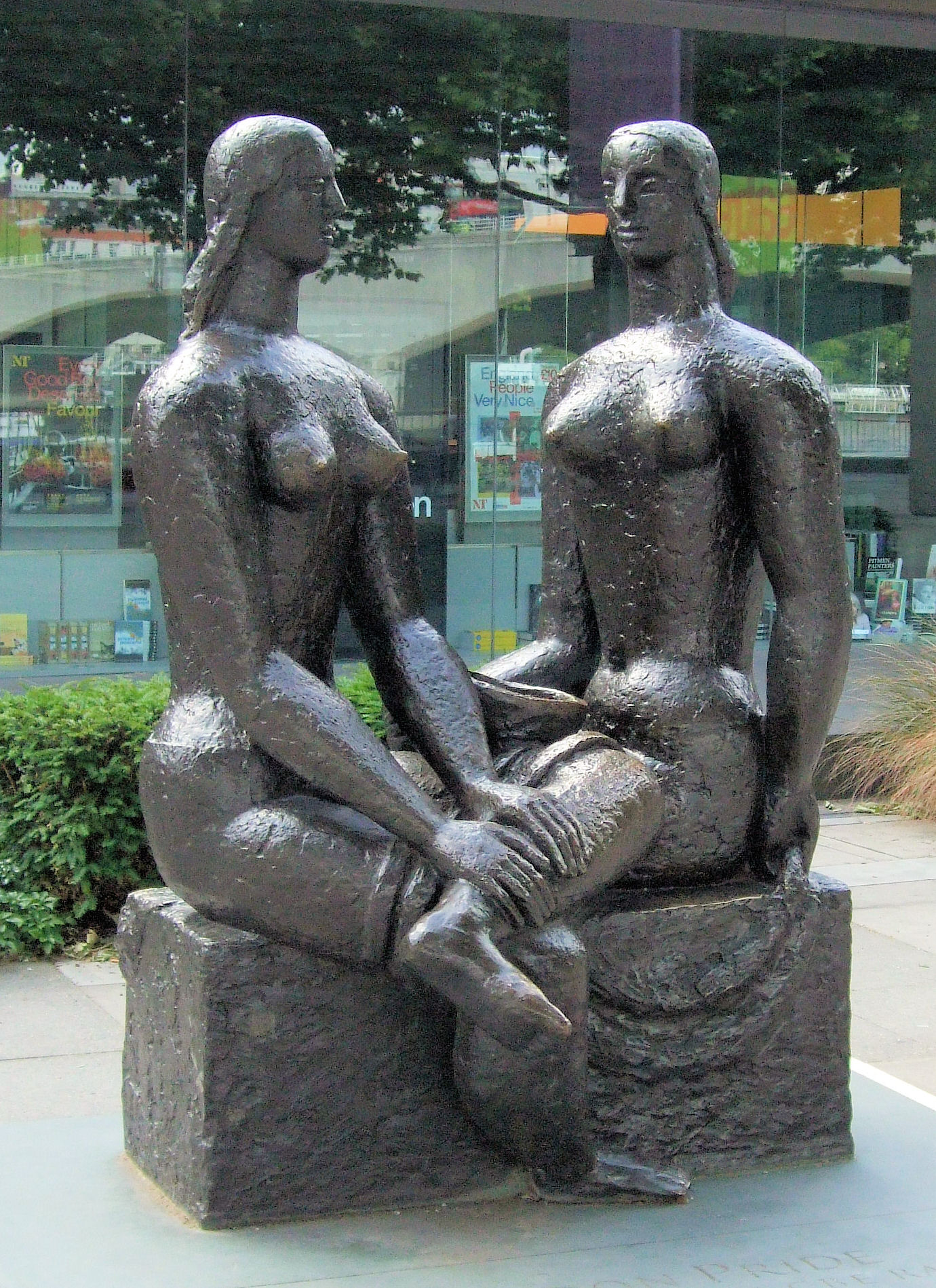
London Pride (1951/1987), Southbank Londen

Frank Owen Dobson (Londen, 18 november 1886 – aldaar, 22 juli 1963) was een Engelse schilder en beeldhouwer.

## Leven en werk
Dobson ontving zijn kunstopleiding aan de Hastings School of Art in Londen-Kennington en was een leerling in het atelier van William Reynolds-Stephen. Van 1910 tot 1912 bezocht hij de City and Guilds of London Art School. Aanvankelijk was hij werkzaam als schilder in een stijl die werd beïnvloed door de postimpressionisten.
Na de Eerste Wereldoorlog ging hij beeldhouwen, in een min of meer, figuratieve stijl, midden twintiger jaren in een stijl verwant aan die van Aristide Maillol. Hij (her)introduceerde het werken en taille directe en gold naast Jacob Epstein en Henry Moore tot de Tweede Wereldoorlog als een vooraanstaand beeldhouwer, daarna raakte zijn werk in de vergetelheid.
Hij was van 1946 tot 1953 hoogleraar aan het Royal College of Art en heeft mede invloed gehad op de beeldhouwstijl van Henry Moore. In 1953 werd Dobson lid van de Royal Academy of Arts.
In 1951 ontwierp Dobson zijn werk London Pride voor het eerste Festival of Britain. Dit werk werd in 1987 in brons gegoten en geplaatst bij het National Theatre op de South Bank in Londen (een gift van zijn weduwe Mary Dobson). Het werk maakt deel uit van de beeldenroute South Bank Sculpture Stroll.